# Radușne
Radușne (în ucraineană Радушне) este așezarea de tip urban de reședință a raionului Krîvîi Rih din regiunea Dnipropetrovsk, Ucraina. În afara localității principale, nu cuprinde și alte sate.

## Demografie
Componența lingvistică a așezării de tip urban Radușne
     Ucraineană (92,28%)
     Rusă (7,01%)
     Alte limbi (0,42%)
Conform recensământului din 2001, majoritatea populației așezării de tip urban Radușne era vorbitoare de ucraineană (92,28%), existând în minoritate și vorbitori de rusă (7,01%).